# George Howe (cầu thủ bóng đá)
George Howe (10 tháng 1 năm 1924 - 10 tháng 11 năm 1971) là một cầu thủ bóng đá người Anh thi đấu ở vị trí hậu vệ.

## Sự nghiệp
Sinh ra ở Wakefield, West Yorkshire, Howe gia nhập Huddersfield Town từ đội bóng non-League Carlton United vào tháng 5 năm 1942. Ông gia nhập York City vào tháng 6 năm 1954, góp mặt trong bán kết Cúp FA năm 1955. Ông giải nghệ sau khi trải qua mùa giải 1961-62 ở đội dự bị. Ông đột ngột qua đời lúc 47 tuổi vào ngày 10 tháng 11 năm 1971.